# Incidentul Orzeł

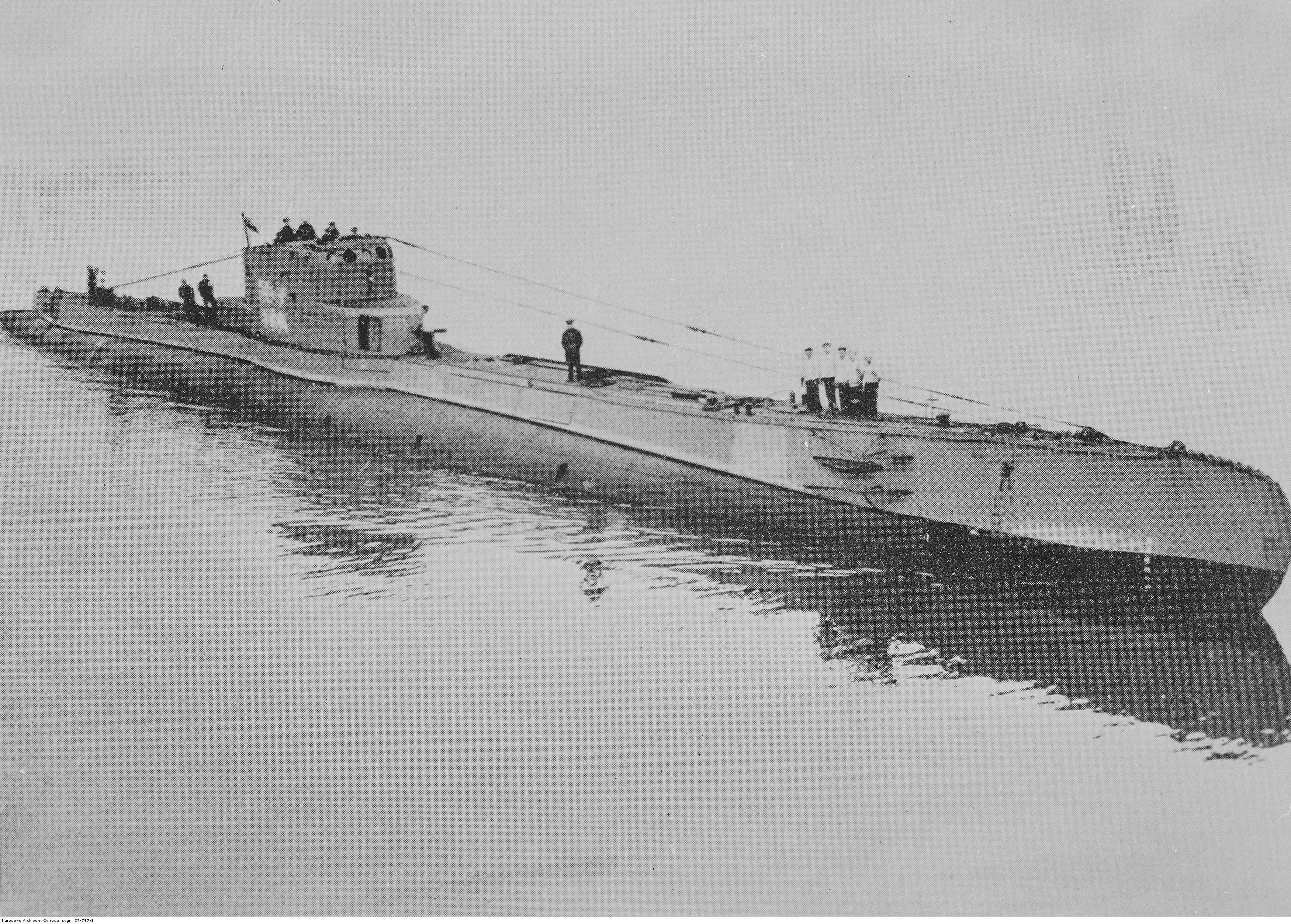
ORP Orzeł

Incidentul Orzeł este reprezentat de părăsirea Tallinnul din Estonia neutră de către submarinul polonez ORP Orzeł la începutul celui de-al Doilea Război Mondial, aceasta constituind o încălcare a Convenției de la Haga din 1907. Uniunea Sovietică s-a folosit de acest incident ca pretext pentru a justifica o eventuală anexare a Estoniei.

## Incidentul
Orzeł se găsea în Marea Baltică atunci când Germania nazistă a atacat Polonia, declanșând al Doilea Război Mondial. Deoarece submarinul se afla în imposibilitate de a ajunge la o bază navală poloneză iar căpitanul (locotenent-comandantul Henryk Kłoczkowski) era grav bolnav, s-a luat decizia de a se îndrepta nava spre Tallinn, unde aceasta a și ajuns pe 14 septembrie 1939. Kłoczkowski a fost dus la un spital a doua zi pentru a-i fi tratată boala neidentificată de care suferea din 8 septembrie.
Secțiunea XIII, articolul 8 din Convenția de la Haga din 1907 stipula că un guvern neutru avea datoria de a preveni plecarea orcărei nave din jurisdicția sa, care să se angajeze în operațiuni ostile împotriva unui alt guvern cu care statul neutru nu era în război. La insistențele germanilor,  autoritățile militare estoniene au urcat la bordul navei și au internat echipajul, au confiscat toate instrumentele de navigație și hărțile și au început demontarea armamentului.
Echipajul de pe ORP Orzeł a conspirat însă pentru a evada sub noua comandă a ofițerului-șef, locotenentul Jan Grudzinski. La 18 septembrie, în imersiune parțială, Orzeł a ieșit din port sub acoperirea nopții cețoase cu doi polițiști estonieni luați ostatici. Presa estoniană și germană, în încercarea de a acoperi incidentul, i-a declarat cei doi paznici ca fiind capturați. Cu toate acestea însă aceștia au ajuns pe coasta suedeză, unde și-au procurat haine, bani și alimente pentru întoarcerea lor acasă în siguranță. Ulterior Orzeł a fost condus la baza Royal Navy din Rosyth, Scoția.

## Repercusiuni
Uniunea Sovietică, ce a invadat Polonia pe 17 septembrie 1939, a acuzat Estonia de conspirație cu marinarii polonezi. Sovieticii au cerut să li se permită să stabilească baze militare pe teritoriul Estoniei, amenințând cu războiul dacă această cerere nu era acceptată. Acest lucru a fost însă pur și simplu un pretext convenabil pentru anexarea Estoniei de către Uniunea Sovietică în 1940. Orzeł nu a scufundat nici un vas inamic în timpul călătoriei sale din Estonia în Marea Britanie, deși autoritățile sovietice i-au acuzat de scufundarea tancului sovietic Metallist în golful Narva la 26 septembrie, incidentul fiind folosit tot ca un pretext pentru invazia sovietică a statelor baltice.